# Ruth Bickelhaupt
Ruth Bickelhaupt (* 23. Dezember 1921 in Limbach; † Dezember 2022) war eine deutsche Schauspielerin. Überwiegend war sie in Produktionen ihres Enkels Axel Ranisch zu sehen.

## Leben und Karriere
Bickelhaupt wuchs in Limbach auf, wo ihre Eltern einen Hotelbetrieb leiteten.
Ab 1930 nahm sie Ballettunterricht. 1942 heiratete sie. 1967 verlegte die Familie ihren Wohnsitz nach Ost-Berlin, wo sie bis zum Eintritt in den Ruhestand Anfang der 1980er Jahre für die Gesellschaft für Deutsch-Sowjetische Freundschaft arbeitete.
Ihre erste Filmrolle hatte sie im Alter von 85 Jahren; 2011 folgte ihre erste Filmhauptrolle in dem von ihrem Enkel Axel Ranisch inszenierten Independentfilm Dicke Mädchen, der auf den Internationalen Hofer Filmtagen zum Publikums- und Kritikererfolg avancierte und zahlreiche nationale und internationale Auszeichnungen erhielt. Eine besondere Beziehung verband die Schauspielerin mit dem Kinofest Lünen. In den Jahren 2011 bis 2013 fungierte sie als Cover-Girl des Festivals. Darüber hinaus tanzte sie im Trailer des Festivals mit prominenten Persönlichkeiten des deutschen Films, darunter Eva Mattes, Andreas Dresen, Tom Tykwer, Stefan Kurt, Anja Kling, Thorsten Merten, Rosa von Praunheim oder Jörg Schüttauf. Im Jahr 2015 wurde sie anlässlich des 25. Festivaljubiläums mit der „Ehrenklappe“ ausgezeichnet. 2015 moderierte Bickelhaupt an der Seite ihres Enkels die Preisverleihung des First Steps – Der deutsche Nachwuchspreis im Theater am Potsdamer Platz. Im März 2018 war sie in einer Nebenrolle in dem von Ranisch inszenierten Fernsehfilm Tatort: Waldlust an der Seite von Ulrike Folkerts zu sehen. Daneben spielte sie in Kinofilmen von Philipp Eichholtz, Dietrich Brüggemann, Ina Weisse und Ulrich Köhler mit. Letzterer führte Ruth Bickelhaupt im Jahr 2018 sogar auf die Internationale Filmfestspiele von Cannes. Neben Werbe- und zahlreichen Musikvideo-Auftritten, arbeitete sie auch als Fotomodel für den französischen Streetart-Künstler und Fotografen JR (Fotograf) und wirkte in den Tanztheater-Produktionen Dreizehn Drei Dreizehn unter der Regie von Corinna Harfouch und beVoice - Fünf Tage. Zwei Länder. Eine Idee. unter der künstlerischen Leitung von René M. Broeders mit. Als Axel Ranisch 2020 auf den 54. Internationale Hofer Filmtage mit dem „Preis der Stadt Hof“ für seine Verdienste um den Deutschen Film gewürdigt wurde, widmete er die Auszeichnung seiner Großmutter.
Ruth Bickelhaupt lebte und arbeitete in Berlin-Lichtenberg. Im Dezember 2022 verstarb Ruth Bickelhaupt kurz vor ihrem 101. Geburtstag.

## Filmografie
- 2007: Der will nur spielen (TV-Kurzfilm, Regie: Axel Ranisch)
- 2008: Glioblastom (TV-Kurzfilm, Regie: Axel Ranisch)
- 2009: Das erste Mal (Kurzfilm, Regie: Axel Ranisch)
- 2010: Lili & Mitch (Kurzfilm, Regie: Valentin Mereutza)
- 2011: Dicke Mädchen (Kinofilm, Regie: Axel Ranisch)
- 2011: Rosakinder (Doku/Fiktion, Regie: Julia von Heinz, Chris Kraus, Axel Ranisch, Robert Thalheim, Tom Tykwer)
- 2013: Lose Your Head (Kinofilm, Regie, Patrick Schuckmann, Stefan Westerwelle)
- 2013: Reuber (Kinofilm, Regie: Axel Ranisch)
- 2014: Die Schlikkerfrauen (Fernsehfilm, Regie: Uwe Janson)
- 2015: Alki Alki (Kinofilm, Regie: Axel Ranisch)
- 2015: Männer, Möpse und Motoren (Kurzfilm, Regie: Henning Beckhoff)
- 2015: Heil (Kinofilm, Regie: Dietrich Brüggemann)
- 2016: Luca tanzt leise (Kinofilm, Regie: Philipp Eichholtz)
- 2016: Blaue Stunde Sehnsucht (Kurzfilm, Regie: Sophia Bösch)
- 2016: Kosmonautensehnsucht (Kurzfilm, Regie: Catharina Göldner)
- 2017: Obst und Gemüse (Kurzfilm, Regie: Duc Ngo Ngoc)
- 2018: Tatort: Waldlust (Fernsehfilm, Regie: Axel Ranisch)
- 2018: Ella und Nell (Regie: Aline Chukwuedo)
- 2018: In my room (Kinofilm, Regie: Ulrich Köhler)
- 2018: Rückenwind von vorn (Kinofilm, Regie: Philipp Eichholtz)
- 2019: Nothing Compares To (E)U (Kurzfilm, Regie: Eline Gehring)
- 2019: Das Vorspiel (Kinofilm, Regie: Ina Weisse)
- 2020: @Kalinka08 - Melde dich bitte! (TV-Kurzfilm, Regie: Axel Ranisch)